# Баррьентос, Мария
Мария Баррьентос (исп. María Alejandra Barrientos Llopis, 4 марта 1884 — 8 августа 1946) — испанская оперная певица (колоратурное сопрано), считавшаяся одной из самых выдающихся испанских певиц своего времени.

## Биография
Родилась в Барселоне, где получила хорошее музыкальное образование (фортепиано и скрипка) в Музыкальной Консерватории, прежде чем перейти к занятиям вокалом с Франциско Бонетом. Она дебютировала в театре Novedades в Барселоне с партией Инес в опере Джакомо Мейербера «Африканка» в 1898 году в возрасте всего 15 лет. Вскоре последовала роль Маргариты де Валуа в «Гугенотах».
Через некоторое время её стали приглашать все крупные оперные театры Европы; она пела в Италии, Германии, Англии, Франции с большим успехом, но наибольшей популярности достигла в Южной Америке, особенно в Театре Колон в Буэнос-Айресе. Её карьера была временно прервана в 1907 году браком и рождением сына; замужество не оказалось счастливым, и она вернулась на сцену в 1909 году.
Дебют Баррьентос в Метрополитен-опера состоялся 31 января 1916 года в главной роли в «Лючии ди Ламмермур». В Метрополитен-опера Баррьентос пела до 1920 года, исполняя главные партии в ведущих операх — Адина в «Любовном напитке», Амина в «Сомнамбуле», Эльвира в «Пуританах», Джильда в «Риголетто», Розина в «Севильском цирюльнике», Лакме в «Лакме» и др. Она была особо отмечена за исполнение роли Шемаханской царицы в опере Николая Римского-Корсакова «Золотой петушок» в ходе американской премьеры оперы 6 марта 1918 года. Карьера Баррьентос в Метрополитен-опера закончилась 1 мая 1920 года выступлением в «Любовном напитке» с Энрико Карузо.
После трёх лет отсутствия она выступила там ещё один раз 14 декабря 1923 года; продолжала петь на оперной сцене до 1924 года, затем давала лишь редкие сольные концерты и стала известной исполнительницей французских и испанских песен.
Мария Баррьентос сделала ценную коллекцию записей для Fonotipia Records и Columbia Records. В 1930 году по просьбе испанского композитора Мануэля де Фальи участвовала в записи «Siete canciones españolas» и «Soneto a Córdoba».
В последние годы жизни уехала на юго-запад Франции, где достигла успехов в качестве игрока в бридж. Умерла во французском городе Сибур.